# Municipio de Rice Lake (Dakota del Norte)
El municipio de Rice Lake (en inglés: Rice Lake Township) es un municipio ubicado en el condado de Ward en el estado estadounidense de Dakota del Norte. En el año 2010 tenía una población de 65 habitantes y una densidad poblacional de 0,69 personas por km².

## Geografía
El municipio de Rice Lake se encuentra ubicado en las coordenadas 47°59′10″N 101°32′27″O / 47.98611, -101.54083. Según la Oficina del Censo de los Estados Unidos, el municipio tiene una superficie total de 93.88 km², de la cual 89,12 km² corresponden a tierra firme y (5,06 %) 4,75 km² es agua.

## Demografía
Según el censo de 2010, había 65 personas residiendo en el municipio de Rice Lake. La densidad de población era de 0,69 hab./km². De los 65 habitantes, el municipio de Rice Lake estaba compuesto por el 96,92 % blancos, el 1,54 % eran de otras razas y el 1,54 % eran de una mezcla de razas. Del total de la población el 3,08 % eran hispanos o latinos de cualquier raza.